# Thei Dols
Thei Dols (Sittard, 27 juli 1939) is een Limburgse zanger, cabaretier en tv-persoonlijkheid. Dols is schrijver van een aantal dialect-kluchten waarin hij soms ook zelf optreedt. Hij heeft ook een bijdrage geleverd aan enkele landelijke tv-producties. Dols is woonachtig in Maastricht.
Zijn passie voor cabaret gaat terug tot zijn kinderjaren, waarin hij reeds op bruiloften en partijen pastoor speelde. Dols studeerde Frans. Hij gaf les als leraar Frans op het Stella Maris College in Meerssen.

## Landelijke bekendheid
Dols speelde mee in de volgende Nederlandse tv-producties:
- Verona van Henk Spaan en Harry Vermeegen, als pastoor met de emmer wijwater;
- Medisch Centrum West, als de heer Willemse.
- Tien torens diep (2009), een televisieserie, uitgezonden op Z@PP, over het Limburgs mijnverleden; in een rol als pater Ooms.

## Regionale bekendheid
Dols speelde de hoofdrol c.q. een belangrijke rol in:
- De Waolse Medammecour, een carnavalstheatershow;
- de Limburgse cabaretgroep Rommedoe;
- Diverse one-man shows;
- Ummer d'r Naever.
- Tien Torens Diep (2009), tevens uitgezonden op L1.
- Merci, nónk Pie (2009), tragikomedie in het Maastrichts dialect over grootindustrieel Petrus Regout en de armoede in Maastricht rond het midden van de negentiende eeuw.
- Rommewho, Rommewee (2011), compilatievoorstelling bestaande uit bekende sketches van cabaretgezelschap Rommedoe gecombineerd met nieuw werk.
- In een nummer van de Karaoke Kings

De vaste begeleiders van Dols zijn Dominique Paats op accordeon en Blanco Besselink op piano.

## Trivia
- In december 2004 bereikte het door Dols gezongen nummer Blief `ne Limbo de 7e plaats in de L1 Limbo Top 10;
- In juni 2006 bereikte hij in dezelfde top 10 de tweede plaats met Mestreechter Geis.